# Малео (птица)
Малео (Macrocephalon maleo) са вид птици от семейство Големокраки кокошки (Megapodiidae).
Таксонът е описан за пръв път от германския естественик Саломон Мюлер през 1846 година.